# Esa Ruuttunen

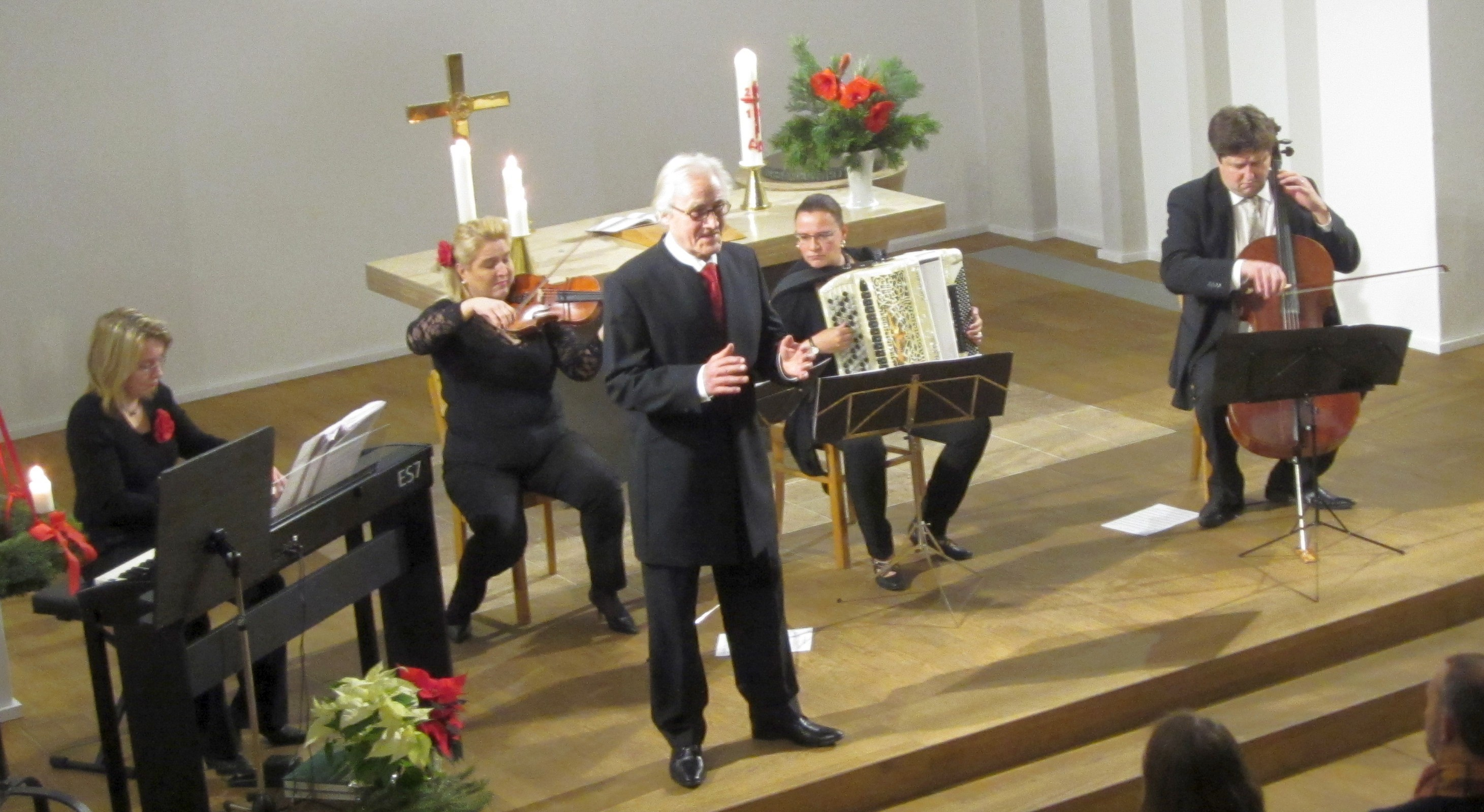
Esa Ruuttunen (Mitte) bei einem Konzert 2015

Esa Kustaa Ruuttunen (* 11. März 1950 in Nivala) ist ein finnischer Opernsänger (Bariton).

## Leben
Ruuttunen studierte von 1974 bis 1980 Gesang und Musik an der Sibelius-Akademie in Helsinki. Gleichzeitig absolvierte er ein Theologiestudium. Ab 1974 war er als Vikar in der Temppeliaukio-Kirche in Helsinki angestellt. Ab August 1984 konzentrierte er sich nur noch auf seine Tätigkeit als Sänger und nahm einen Lehrauftrag an der Sibelius-Akademie an. Es folgten Meisterkurse bei Rudolf Bautz und Ralph Gothóni.
Ein zweiter Platz 1981 beim internationalen Gesangswettbewerb Concours de Genève machte ihn international bekannt. Anschließend gestaltete er zusammen mit der finnischen Pianistin Marita Viitasalo-Pohjola zahlreiche Liederabende, unter anderem in Schweden, Deutschland, der Schweiz, Österreich, den USA, Korea und in Estland. Sein Repertoire umfasste dabei vor allem die Liederzyklen von Franz Schubert und Johannes Brahms, finnische und skandinavische Lieder und zeitgenössische Liedkompositionen.
Ruuttunen hatte Auftritte an zahlreichen bedeutenden Opernhäusern, so unter anderem in der Finnischen Nationaloper in Helsinki, am Theater von Tampere (unter anderem 1991 als Klingsor im Parsifal) und 1987 bis 2005 bei den Savonlinna-Opernfestspielen. Mit dem Ensemble der Oper von Helsinki gastierte er unter anderem 1989 am Aalto-Theater in Essen in der finnischen Oper Juha von Aarre Merikanto, 1990 in der Nationaloper Estonia in Tallinn als Enrico in Lucia di Lammermoor und 1992 in Los Angeles in der Uraufführung der Oper Kullervo von Aulis Sallinen. Daneben arbeitete er unter anderem mit dem Toronto Symphony Orchestra und den Hamburger Sinfonikern zusammen.
Ruuttunens Repertoire umfasst unter anderem den Monterone in Verdis Rigoletto, den Escamillo in Bizets Carmen, den Valentin in Gounods Faust, den Scarpia in Puccinis Tosca, den Pizarro im Beethovens Fidelio, den Herrn Fluth in Nicolais Lustigen Weibern von Windsor, den Alberich in Wagners Rheingold und Partien in finnischen Opern (unter anderem trat er 1992 als Richter in Pohjalaisia von Leeri Madetoja auf). 1995 wirkte Ruuttunen in Helsinki in der Uraufführung der Oper Das Buch Jonah von Olli Kortekangas in der Titelrolle mit. 1996 trat er bei den Savonlinna-Opernfestspielen in der Titelrolle im Fliegenden Holländer auf. 2004/2005 sang er die Titelrolle der Oper Oedipe von George Enescu an der Wiener Staatsoper.

## Auszeichnungen
- 1981 Zweiter Platz beim Internationalen Gesangswettbewerb Concours de Genève
- 2000 Künstler des Jahres bei den Savonlinna-Opernfestspielen[5]